# 櫻花大戰系列
樱花大战（又译作）是日本世嘉发行的电子游戏系列。
1996年9月27日，《樱花大战》首次登场于世嘉土星上，遊戲最大的特点是融合恋爱养成类游戏和策略类游戏要素，劇情上结合源自日本宝塚歌劇的文化，自此获得了廣泛的人气。其续作也陆续在世嘉土星、Dreamcast、PlayStation 2等电视游戏平台和个人电脑上推出。全系列遊戲累計售出了450萬份。
《樱花大战》还衍生出包括舞台劇、动画、漫画等一系列多媒體領域創作。
系列的最新續作『新櫻花大戰』，已在2019年12月12日發售。

## 系列作品
※SS=Sega Saturn、DC=Dreamcast、PS2=Playstation 2、GBC=Game Boy Color、PSP=PlayStation Portable、DS=Nintendo DS、PC=Microsoft Windows、PS4=PlayStation 4

### 主要（本篇）作品
| 1996 | 櫻花大戰                   |
| 1997 |                            |
| 1998 | 櫻花大戰2 ～願君平安～     |
| 1999 |                            |
| 2000 |                            |
| 2001 | 櫻花大戰3 ～巴黎在燃燒嗎～ |
| 2002 | 櫻花大戰4 ～戀愛吧少女～   |
| 2003 |                            |
| 2004 |                            |
| 2005 | 櫻花大戰V ～再見吾愛～     |
| 2006 |                            |
| 2007 |                            |
| 2008 |                            |
| 2009 |                            |
| 2010 |                            |
| 2011 |                            |
| 2012 |                            |
| 2013 |                            |
| 2014 |                            |
| 2015 |                            |
| 2016 |                            |
| 2017 |                            |
| 2018 |                            |
| 2019 | 新櫻花大戰                 |

櫻花大戰
系列第一作。
平台：SS、PC、DC。有中文版。
櫻花大戰 ～熾熱之血～
一代的重製版。故事有些微不同並且增加紅蘭專屬章節。採用了3代的戰鬥系統。
平台：PS2。有中文版。
櫻花大戰2 ～願君平安～
本傳系列第二作。舞台則延續一代為帝都。另外花組成員追加織姬、雷尼兩個角色。
平台：SS、PC、DC。有中文版。
櫻花大戰1&2
1代與2代的合併移植版。
平台：PSP。
櫻花大戰3 ～巴黎在燃燒嗎～
本傳系列第三作。舞台由帝都轉移到巴黎。
平台：DC、PC、PS2。有中文版。
櫻花大戰4 ～戀愛吧少女～
本傳系列第四作。粉絲向(FANs)作品，可攻略角色为2代8人+3代5人共13人。舞台則再次轉回帝都。
平台：DC、PC。有中文版。
此系列作正逢DC主機沒落之時，所以劇情上相對於前三作簡短。
櫻花大戰 COMPLETE BOX
收录一到四代的DC版。
櫻花大戰V ～再見吾愛～
本傳系列第五作。舞台由帝都轉移到紐約，主角、女主角群及配角全部以新角色重新設定（少數前作角色亦登場）。
平台：PS2、Wii（美版限定）。
系列作中唯一有英文版的作品。
新櫻花大戰
本傳系列第六作，時間點為《櫻花大戰V ～再見吾愛～》12年後的帝都。
平台：PS4。有中文版。
人物設定從原系列的藤島康介換成久保帶人。主角、女主角群及大部份配角以新角色重新設定（少數前作角色亦以新樣貌登場）。

### 相關（外傳式）作品
櫻花大戰 花組對戰
以1代花组成员为登场角色的方块游戏。平台：SS、街机。
櫻花大戰 花組通信
平台：SS。
櫻花大戰 蒸汽广播秀
平台：SS。
櫻花大戰 帝撃画报
平台：SS。
櫻花大戰 花組對戰2
以2代花组成员为登场角色的方块游戏。平台：DC。
櫻花大戰online
櫻花大戰online ～帝都漫長的一日～
櫻花大戰online ～巴里優雅的一日～
可以与游戏角色及其他玩家交流的线上游戏。现在在线服务已停止。平台：DC。
大神一郎奮闘記
主要内容为歌谣秀《红蜥蜴》公演前后帝剧内所发生的事。Fan disc性质。平台：DC。
櫻花大戰GB 檄・花組入隊!
AVG游戏。平台：GBC。
櫻花大戰GB2 雷霆大作戰
RPG。平台：GBC。
櫻花大戰物語 ～神秘的巴黎～
樱花大战3的外传，以新角色明智小次郎为主角的AVG游戏。平台：PS2。
櫻花大戰Club
繁體中文手機遊戲，屏訊科技製作，2004年8月18日上市。
櫻花大戰V EPISODE 0～荒野的少女武士～
樱花大战V的前传，ACT游戏。平台：PS2。有中文版。
實戰柏青哥必勝法！ CR櫻花大戰
平台：PS2。
戲劇性迷宮 櫻花大戰 ～因為有你～
与不可思议迷宫系列类似的迷宫RPG，是系列作品中唯一一部三个华击团一起登场的作品。平台：DS。
櫻花革命 ～綻放的少女們～
以櫻花大戰系列歷史背景所構築的全新RPG手機遊戲。平台：iOS/Andorid
時間點為太正100年（為平行世界的太正年代）。同時本作的作戰兵器從靈子甲冑改為靈子禮裝，另外角色群也是全新設定。
因之後的正式營運大不如預期的關係，官方宣佈此手遊於2021年7月20日結束相關營運。

### 桌面程式集
櫻花大戰 帝國華擊團 電幕俱樂部
1代的桌面程式集。XP对应日文版《樱花大战》同捆。
櫻花大戰 数码资料集 太正十二年度 電脑記录年鑑
收录1代CG、BGM、台词等的资料集。
櫻花大戰 電幕俱樂部2
2代的桌面程式集。XP对应日文版《樱花大战2》同捆。
櫻花大戰3 桌面程式集
3代的桌面程式集。
樱花大战V 桌面剧场
5代的桌面程式集。

## 特殊道具

### 魔神器
為太古時代的祭器，由『劍』、『珠』、『鏡』三件祭器構成，缺一即不能發揮威力。物如其名，魔神器同時藏有『魔』與『神』兩種正邪力量。其中『珠』是純度達99.9999%的天然靈子水晶。魔神器基本上是種力量增幅器，對應施術者的性向及血統，可釋出正義的力量，也可釋出邪惡的力量。真宮寺一馬以魔神器封印降魔，葵叉丹卻以魔神器喚醒怨念之城大和，這正是兩個例子。由於不明的原因是魔神器只會對「正」的使用者產生致命的反噬力，因此也有傳說認為魔神器偏袒邪惡。裡御三家因為頻繁使用魔神器導致了其人丁日漸稀少，故而對降魔部隊希望能找到一種不犧牲人命的方法來代替魔神器，二劍二刀儀式就是他們的嘗試方案。
魔神器在二代已被大神和櫻破壞。

### 二劍二刀
二剑二刀是游戏中所涉及的四把具有神力的日本刀，它们与剧情有着密切的关系。

#### 靈劍荒鷹 【れいけん·あらたか】(reiken·arataka)
所有者：真宮寺龍馬／真宮寺一馬／真宮寺櫻。
裡御三家之一的真宮寺家傳家之寶。擁有退魔的力量，除「破邪血統」以外的人無法佩帶。相傳刀本身會自己選擇的主人。「靈劍荒鷹會通過前進的道路，直接轉到被選定的人手上」。
- 形狀和歷史

真宮寺家為世襲的仙台藩士。因此佩刀荒鷹是江戶時代標準打刀的形狀。荒鷹的特徵是豪華裝飾的刀柄和紅色的刀鞘。從設定畫的人物比例中看來，刀身的長度大約是68～70cm，這也是江戶時代打刀的標準長度（二尺三寸）。雖然製造材料等不明，但在TV版15話中，修復荒鷹的場面來看--「從荒鷹神社的禦神體上，削下隕鐵來使用」，也可能是使用隕石製造的流星劍。但是，在事實上，使用隕鐵來鍛制日本刀是非常困難的。
- 刀銘

「靈劍荒鷹」是从「霊験あらたか」（日文諧音）衍生出来的刀名。「霊験」本来是读做「れいげん」(reigen)，有「神显现了不可思议的力量来回应人们的祈祷」--这个意思。「あらたか」(arataka)写成漢字是「灼か」，有「效果显著」的意思。這就是说，「霊験灼か」是指「神的力量经常显现」、「只要祈祷，马上就可以得到回应」这类意思。順便提一下，「荒鷹」是「新鷹」的別稱，是指「爲了進行鷹獵，完全在初秋時捕獲的幼鷹」。

#### 神刀滅却【しんとう·めっきゃく】(shintou·mekkyaku)
所有者：米田一基／大神一郎。
帝国华击团总司令官，米田一基中将的配刀。據說擁有強大的靈力，並被賦予能將持刀人引導向正確的方向的誘導力。米田18歲時攜帶滅卻參加了山岡鐵舟創設的拔刀隊。手持此刀，履立戰功，降魔戰爭時期，米田攜此刀十分活躍。太正14年5月（二代的故事中），遭到步槍狙擊而受傷的米田，於兩個月後，將滅卻轉交給大神一郎。大神于武藏內部施行「二劍二刀儀式」時姿勢爲左手持神刀滅卻，並獲得成功。米田退休後將滅卻交給大神一郎（四代結局）。
- 形狀和歷史

滅卻的形狀爲細身、直刀。與一般意義上被稱爲「日本刀」的劍不一樣。刀身笔直，完全不弯曲，刀鞘是涂成黑色的足金物[あしがなもの]制品。与奈良时代的实战用大刀「黑作大刀[こくさくたち]」（kokusaku tati）十分酷似。連刀柄正中稍微收縮變窄也是完全一致。滅卻作爲靈劍，也裝飾著寶玉，而黑作大刀則完全沒有任何裝飾品，十分樸素，是完全爲了實戰而設計製造的刀劍。另外，由於刀身是完全不彎曲的直刀，所以突刺效果十分明顯。又由於非常容易折斷，並不適用於斬擊。
- 刀銘

「心头灭却すれば、火もまた凉し」(「心头灭却之，烈焰亦清凉」)――这是神刀灭却原本的语句。相传是日本战国时代效力于甲斐武田家的快川紹喜和尚（？－1582）的台词。武田家灭亡时，其担任住持的甲斐惠林寺[えりんじ]（erinji）遭到织田信长的讨伐，拒绝撤退的快川被大火包围，据说，他高叫「若是心灭却，火亦清凉矣」而被烧死。其意義是「不管火焰多麽灼熱，只要精神集中，又可以使其無形，無論多麽痛苦也感覺不到了。」，其意義一目了然。

#### 光刀無形【こうとう·むけい】（koudou·mukei）
所有者：山崎真之介（葵叉丹）／鬼王（真宫寺一馬）／大神一郎。
帝国陆军对降魔部队的队员、山崎真之介少佐的佩刀。擁有很強的靈力，傳說可以給予持有者達成他的希望和野心的強大力量。山崎少佐在降魔戰爭的時候，和這把無形一起，行蹤不明。作爲葵叉丹重現時，也同樣拿著這把刀。太正14年４月，叉丹（山崎）之死的同時，轉到了黑鬼會的鬼王（真宮寺一馬）手上。
太正15年，在武藏內部的戰鬥後，鬼王（真宮寺一馬）將無形交給大神，進行「二劍二刀儀式」。
- 形狀和歷史

無形的特徵是：柄的前端有裝飾用的紐扣，足金物[あしがなもの]（ashi gana mono）所製造的藍色鞘。刀呈太刀的形狀。刀身总体上来说并不弯曲，由于离栋区[むねまち]（munemati）很近的地方稍有弯曲，并不是意义上的“京反”而是“腰反”。
- 刀銘

「光刀無形」是從「荒唐無稽」（兩者的日文讀音是一樣的）基礎上派生出來的刀名。「荒唐」的「荒」是指「不嚴密」，「唐」是指「沒有根據」，合起來就是指「這個世界上竟然有這麽愚蠢的事情，讓人費解」。而且，「稽」指根據，「無稽」也就意味著「沒有根據」。這就是說，「荒唐無稽」是「荒唐」的強調表現而已。

#### 神剑白羽鸟【しんけん·しらはとり】（shinken·shirahatori）
所有者：藤枝菖蒲／藤枝枫。
是作为「藤的家系」，即拥有裏御三家均持有的狩魔的血统的藤枝家代代相传的妖刀，也是太正时期对降魔部队队员（其后就任帝击副司令官）藤枝菖蒲配刀，其死后成为其妹枫的配刀。擁有強大的靈力，能爲所持有者指示道路，同樣也可以幫助進行自我鍛煉。菖蒲曾持此刀環遊世界，尋找帝國華擊團·花組的隊員。太正15年，在武藏內部的戰鬥後，楓將白羽鳥交給櫻進行「二劍二刀儀式」。
- 形狀和歷史

作爲二劍二刀這四柄靈劍的最後一柄「白羽鳥」。一如其名，裝備著白色的刀鞘以及卷著紅色綢帶的刀柄。作爲二劍二刀的共同特徵，刀柄尾部裝飾著寶玉。刀身中部彎曲，是一柄典型的「打刀」。
- 刀铭

「神剑白羽鸟」是从「真剑白刃取り」（两者的日文读音是一样的）基础上派生出来的刀名。本来是指合气道（日本武术的一种）中「太刀取り」（空手入白刃术）的第六中技法。這並不是平常人們所說的用雙手以“夾”的方式來架住利刃，而是閃開斬擊以後，以右手捉住對方刀柄，左手捉住刀背，將對方的刀奪下的招數〈沒有圖解，理解起來可能有些難度。〉
據說是大藤流合氣道的創始家族藤枝家代代相傳的刀銘。

### 帝鍵
『新櫻花大戰』中最重要的劇情關鍵道具。

#### 天宮國定（）
所有者：天宮櫻。
真實全名為『帝劍·天宮國定』，為天宮櫻的專屬佩刀，據天宮櫻口中得知為其母天宮雛田的遺物。其後在降魔夜叉施展術法下才得知其為當初二都作戰封印降魔皇於幻都的神器『帝鍵』。
之後更因為一連串陰謀詭計而落入總裁G（其真實身份為降魔皇的親信幻庵葬徹）手上。
而後政府高層下令天宮鐵幹另鑄新天宮國定，隨後帝國華擊團眾人從天宮鐵幹口中只要新鑄天宮國定，舊的天宮國定就會失去效用，但關鍵鑄造材料為擁有「絕界之力」血統的天宮家女性本身，因此天宮櫻得知自己所身懷血統的宿命，後在神山誠十郎的拒絕下因此作罷。
最後在帝國華擊團及其他華擊團的努力下成功地從幻庵葬徹手中奪回這神器並且再次封印尚未破封的降魔皇。

## 動畫

### OVA第1期「櫻華絢爛」
全4話。以遊戲第1作前到第1作中間左右為舞台。（1997年12月18日开播）
1. 在春天的華之都
2. 在櫻花中展放吧 神劍
3. 春天是新秀的初登場
4. 仲夏夜之夢

### OVA第2期「轟華絢爛」
全6話。以遊戲第2作以後，準備轉任法國巴黎的大神回憶隊員的往事，前4集每集各為一個小單元，最后两集为一个小单元。（1999年12月18日开播）
1. 紐育憤怒的刺客（回忆玛丽亚）
2. 水的都市（回忆爱丽丝和雷尼）
3. 電影的驚天動地（回忆神崎堇和桐岛神奈）
4. 人情连环画剧・永遠的少年赤红（回忆李红兰和织姬）
5. 父與女
6. 女人們的新時代（回忆真宫寺樱）

### 動畫電影《櫻花大戰：活動寫真》
由《櫻花大戰》改編的動畫電影《櫻花大戰：活動寫真》。內容講述帝都花組隊長大神一郎，遠赴法國擔任巴黎華擊團隊長之後，帝都花組迎來了新團員——前星組隊長拉琪特·阿尔泰尔（ラチェット・アルタイル、Ratchet Altair），拉琪特的個人主義作風，與花組講求合作的做法形成強烈對比。劇情最大主線，在於軍方圖以新研發的無人駕駛人型蒸汽機取代花組，令花組陷入了解散危機。（2001年12月22日公映）
《櫻花大戰：活動寫真》曾經在台灣戲院公映，據稱票房不錯，超過《莎木》的成績好幾倍。

### OVA第3期「神崎堇 引退纪念」
全1話。（2002年12月18日播出）

### OVA第4期「Ecole de Paris」
全3話。（2003年3月19日开播）
1. 黎明之花
2. 黒貓與惡女
3. 戀愛的都市

### OVA第5期「Le Nouveau Paris」
全3話。（2004年10月20日开播）
1. 只有一夜的馬戲團
2. 梅尔・茜・間諜
3. 雷的尖塔

### OVA第6期「纽约篇」
全6话。（2007年4月4日开播）
1. 第1話
2. 第2話　X…and The City
3. 第3話
4. 第4話
5. 第5話
6. 第6話

### 樱花大战奏组
全1话。漫画《樱花大战奏组》第1册初回限定版附赠DVD。比起动画更像是宣传片的性质。

### 新櫻花大戰 the Animation
於2020年4月3日起開始播放。

## 漫画版
- 樱花大战漫画版（未完，目前12册）

作画：政一九
连载：讲谈社《月刊MagazineZ》→《Magazine E-no》→《月刊少年Magazine+》
- 樱花大战秀剧场（全4册）

作画：、政一九（仅初期）
连载：讲谈社《月刊MagazineZ》
4格漫画。
- 樱花大战奏组（全4册）

作画：岛田千绘 原作：奏组
连载：白泉社《花与梦》
系列初女性向作品。

## 小说版
- 赤堀悟作品
  - 樱花大战 前夜（全3册）
  - 樱花大战（全4册）
  - 樱花大战 巴黎前夜（未完，目前2册）
- 川崎裕之作品
  - 樱花大战 轰华绚烂 ISBN 4-8291-1351-0
  - 樱花大战 太正恋歌（全2册）
  - 樱花大战 活动写真 ISBN 4-8291-1408-8

## 广播剧CD
- 第1期
- 第2期
- 第3期
- 第4期
- 第5期
- 第6期

## 相关书籍
游戏、动画的相关书籍请参见各条目。

### 画集
- THE ORIGIN+TRIBUTE（2003/1/27）ISBN 978-4758010108

除藤岛康介创作的几张插画外，还收录了介错、西又葵、君冢葵等多位知名插画家创作的官方同人图。
- （2006/1/26）ISBN 978-4758010498
- （松原秀典原画集）（2006/11/29）ISBN 978-4797335613 ISBN 978-7884269938（中文版）

松原秀典的插画集，收录《樱花大战》、《我的女神》、《岩窟王》、《FLYFF ONLINE》、《枪神》、《浪客剑心》、《蓝宝石之谜》等作品的插画，以及藤岛康介和松原秀典的对谈。
- （2010/7/27）ISBN 978-4758011747

松原秀典的插画集，收录《樱花大战》、《我的女神》、《新世纪福音战士新剧场版》、《古城荆棘王》等作品的插画。

### 其他
- （1997/6）ISBN 978-4594022587
- 15th Anniversary （2011/9/30）ISBN 978-4047275713
- COLLECTION（2006） ISBN 4-06-372217-1

樱花大战漫画版的Fan Book。

## 舞台作品

### 櫻花大戰歌謠秀
由聲優演出的舞台，起因為製作人廣井王子想打造一個能夠媲美日本寶塚歌劇團的舞台，於是開始帶給眾人愛與夢想的舞台。

#### 因爱之故
帝国歌劇団花組第一回公演，1997年7月19日~21日在東京厚生年金會館登場，劇中劇演目為樱花大战遊戲中的劇中劇「因爱之故」，主演為真宮寺樱（克蕾曼婷（クレモンティーヌ））和玛丽亚·橘（安德烈（オンドレ））。

#### 翼
帝国歌劇団花組第二回公演(1998年8月10日~16日)，主役為爱丽丝、李紅蘭。

#### 紅蜥蜴
帝国歌劇団花組第三回公演(1999年8月4日~7日)，劇中劇為怪盜紅蜥蜴（神崎堇）和偵探明智小次郎（桐岛神奈）間沒有結果的悲戀。改編自江戶川亂步的小說《黑蜥蜴》。

#### 阿拉伯的蔷薇
帝国歌劇団花組第四回公演(2000年7月28日~8月4日)，主役為雷尼·米尔希修特拉瑟（狄塞亚王子（デザイア王子））、玛丽亚·橘（塔坦王子（タッタン王子））、索蕾塔·織姫（蔷薇女王（薔薇の女王））、真宫寺樱（辛茜娅（シンシア））。

#### 海神别墅
帝国歌劇団花組第五回公演(2001年8月10日~18日)，原本將在此作後結束歌謠秀，但在許多的原因下歌謠秀並沒有停止。劇中劇為改編日本小說家泉鏡花的「海神别墅」，為歌謠秀中唯一的和物作品，主役為玛丽亚·橘（公子）、真宫寺樱（美女）。

### 樱花大战超级歌谣秀
在神崎堇的聲優富泽美智惠退團後開始的新生歌謠秀。

#### 新編 八犬傳
公演日為2002年8月15日~25日，在青山劇場再度開始的夏季公演，主役是所有的花組成員，為了表示堇退團後大家還是一致的心而改編的作品。

#### 新宝島
公演日為2003年8月15日~21日，改編自英國罗伯特·路易斯·斯蒂文森的小說《金銀島》（Treasure Island），主役為紅蘭（飾演吉姆）。

#### 新西遊記
公演日為2004年8月13日~19日，改編自中國吳承恩之章回小說《西遊記》，主役為神奈（飾演孫悟空）。

#### 新·青鸟
公演日為2005年8月13日~20日，改編梅特林克的原童話劇「青鳥」，在遊戲裡和CD Drama還有OVA「轟華絢爛」中都有改編過此作，主役為雷尼（奇尔奇尔）、爱丽丝（蜜雪儿）。

#### 新·因爱之故
帝国歌劇団花組最終回公演，2006年8月12日~22日在青山劇場上演，為歌謠秀十年的歷史劃下句點。劇中劇演目為十年前的第一次公演「因爱之故」的重新演繹，主演依舊是真宫寺樱（克蕾曼婷）和玛丽亚·橘（安德烈）。

### 樱花大战新春歌谣秀
- 帝国歌劇団・花組 新春歌謡秀「新世紀倒数计时・花組演唱会」

2000年12月31日・2001年1月3日-7日
- 帝国歌劇団・花組 新春歌謡秀 神崎堇引退纪念公演「春恋紫花夢惜別」

2002年1月2日-6日
- 帝国歌劇団・花組 2003年新春歌謡秀

2003年1月3日-7日(東京)/1月10日・11日（大阪）
- 帝国歌劇団・花組 2004年新春歌謡秀

2004年1月2日-5日
- 帝国歌劇団・花組 2005年新春歌謡秀

2005年1月7日-10日
- 帝国歌劇団・花組 2006新春歌謡秀

2006年1月？？日－？？日

### 樱花大战晚宴秀
- 樱花大战晚宴秀 ～浪漫的圣诞～/～巴黎的圣诞～

2001年12月21日(大阪)/12月23日（東京）
- 樱花大战晚宴秀 ～巴黎的圣诞～

2002年12月22日（東京）/12月25日（大阪）
- 樱花大战晚宴秀2003 ～巴黎的圣诞～

2003年12月23日
- 樱花大战晚宴秀2004 ～巴黎的圣诞～

2004年12月23日
- 樱花大战晚宴秀2005 ～新次郎的圣诞　IN TOKYO～

2005年12月23日（纽约星組、帝都花組合同公演）

### 樱花大战舞台其他作品
自從樱花大战超级歌谣秀，於2006年以新·因爱之故劃上句號，《櫻花大戰》舞台作品的演出者，「帝都花組」淡出，改由「纽约星組」領銜。
- 樱花大战・纽约歌舞剧秀 ～歌唱♪大纽约♪～

2006年3月？？日－？？日
- 樱花大战 武道館演唱会 ～帝都・巴黎・纽约～

2007年8月22日－29日
- 樱花大战・纽约歌舞剧秀 ～歌唱♪大纽约♪２～

2007年7月15日-7月18日
- 樱花大战・纽约歌舞剧秀 ～歌唱♪大纽约♪３～

2008年8月27日-8月31日

## 主要制作人员
- 总策划：广井王子
- 角色原案：藤岛康介 → 久保带人
- 音乐、作曲：田中公平
- 构成：赤堀悟
- 角色设定、作画监督、宣传插画：松原秀典
- 脚本：赤堀悟、川崎裕之
- 机械设计：明贵美加
- 制作总指挥：入交昭一郎、香山哲